# Cudrefin
Cudrefin é uma comuna da Suíça, situada no distrito de Broye-Vully, no cantão de Vaud. Tem 15,83 km² de área e sua população em 2018 foi estimada em 1.632 habitantes.